# Santiago Lapuente

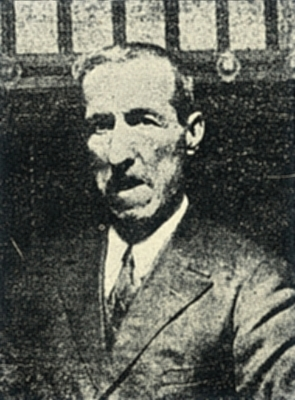
Santiago Lapuente, folclorista pionero de la jota aragonesa.

Santiago Lapuente (Fuentes de Ebro, Zaragoza, 1855 - Zaragoza, 1933) es el estudioso más importante de la jota aragonesa, pedagogo y cantador de jota también él. Tuvo grandes discípulos, como la gran Asunción Delmás, la no menos célebre Inocencia Sebastián y los niños Juanito Pardo o José Moreno "El Niño Moreno".
Recorrió Aragón en 1875 para investigar los estilos distintos del canto de la jota y clasificarlos. Tras su trabajo de campo, concluyó que existían treinta y siete tonadas diferentes. Posteriormente grabó la integral de los estilos de jota aragonesa, llamado El cancionero de Alvira, tocando él mismo la guitarra con Ángel Sola (el mejor bandurrista de jota de todos los tiempos) a la bandurria.
A partir de este hito, se ocupó de difundir su trabajo sobre la jota por toda España, con la ayuda de sus discípulos y cantadores predilectos. 